# Stenoporpia mediatra
Stenoporpia mediatra är en fjärilsart som beskrevs av Frederick H. Rindge 1958. Stenoporpia mediatra ingår i släktet Stenoporpia och familjen mätare. Inga underarter finns listade i Catalogue of Life.